# Rooglaid
Rooglaid est une île d'Estonie en mer Baltique.

## Géographie
Elle appartient à la commune de Pöide. 